# کوستی
کوستی (به عربی: کوستی) شهری در استان نیل سفید کشور سودان است که جمعیت آن در سرشماری سال ۱۹۹۳ میلادی ۱۷۳٫۵۹۹ نفر بوده و در سال ۲۰۰۷ میلادی ۳۸۳٫۸۳۸ نفر تخمین زده شده است.

## نگارخانه

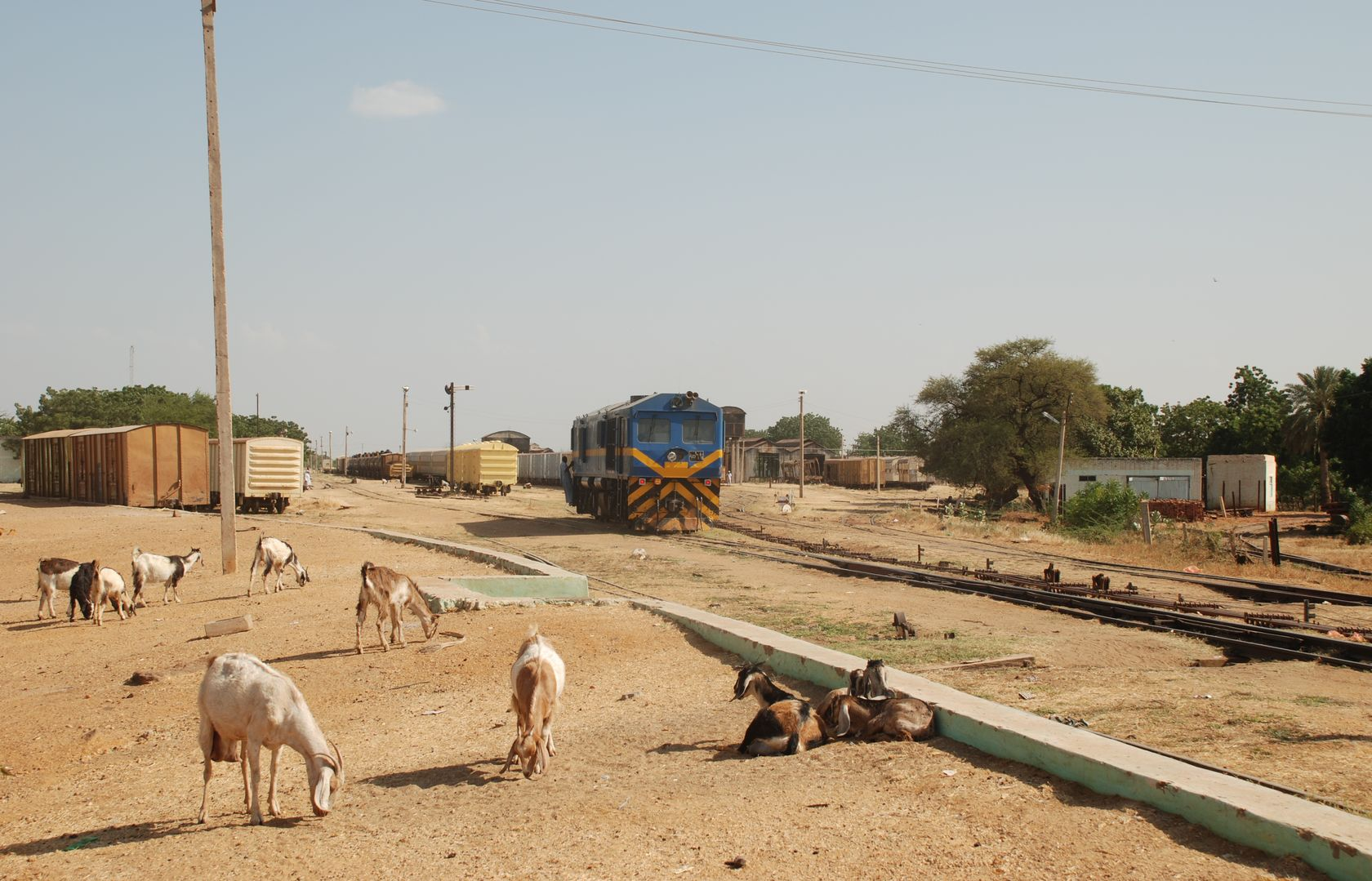
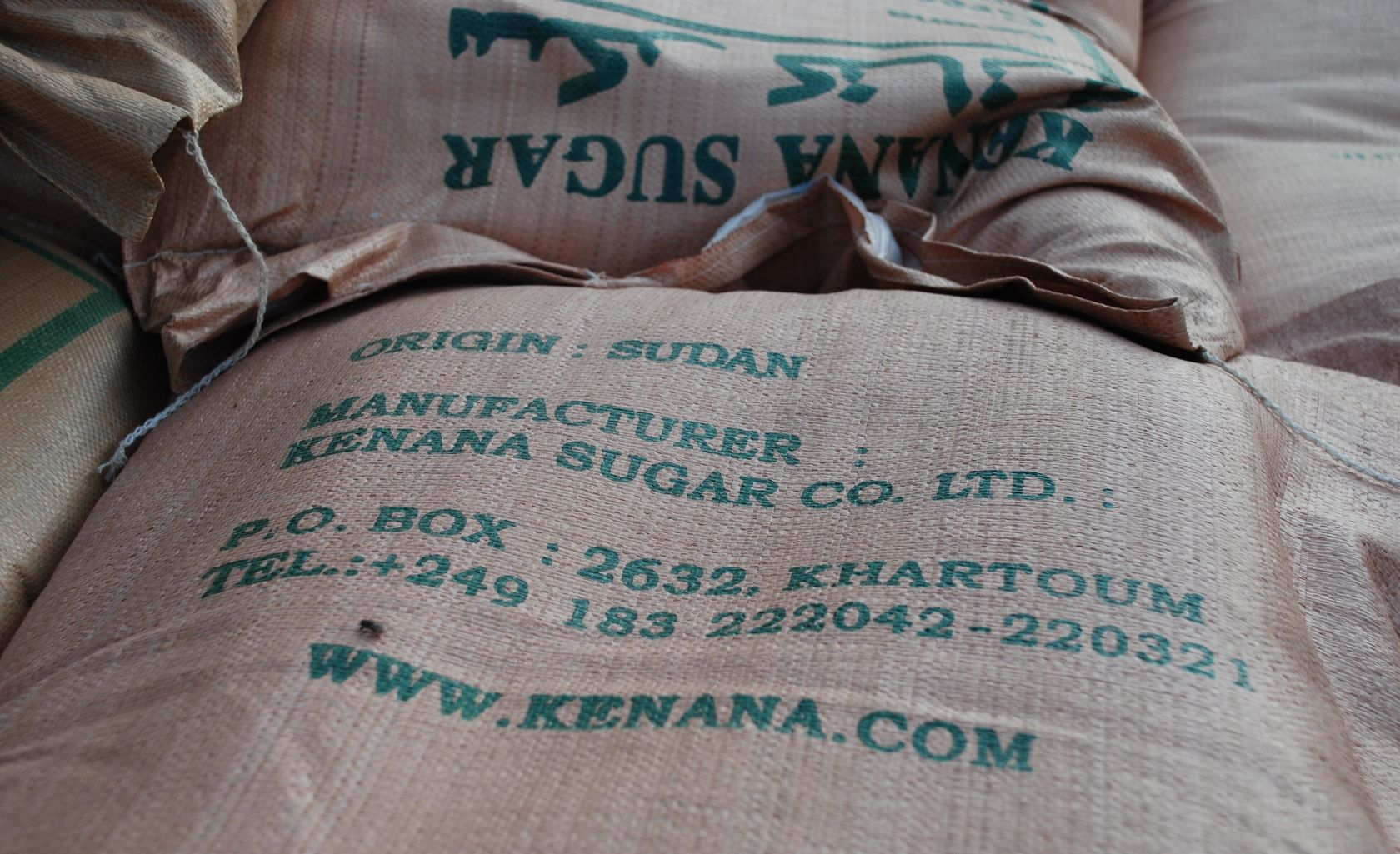